# Apogée (logiciel)
Ne doit pas être confondu avec Apogee Software.
Pour les articles homonymes, voir Apogée (homonymie).
Apogée (pour « Application pour l'organisation et la gestion des enseignements et des étudiants ») est un progiciel de gestion intégré (PGI) développé par l'Agence de mutualisation des universités et des établissements (AMUE) depuis 1995. Il est destiné à la gestion des inscriptions et des dossiers des étudiants dans les universités françaises. 
Depuis 2011, des travaux sont engagés par l'Amue pour remplacer Apogée. En 2017, un partenariat est signé entre l'Amue et l'association Cocktail pour mettre en œuvre un projet commun pour la construction d'une solution logicielle qui succédera à Apogée/ROF pour l'Amue et à Scolarix/SVE pour l'association Cocktail.

## Généralités

Ancien logo.

Le logiciel est conçu pour la gestion des inscriptions administratives (frais d'inscription, sécurité sociale), inscriptions pédagogiques (rattachement à un diplôme, une année, à un ensemble de modules), des examens (planning, relevé de notes), pour l’aide aux jurys de semestre et d'année (aide à la délibération) et à la production des diplômes (procès-verbaux, annexe au diplôme, etc.).
Il équipe près de 90 établissements d'enseignement supérieur, ce qui représente environ 1,5 à 2 millions de dossiers d'étudiants gérés. Grâce aux accords de coopération franco-marocains, le logiciel Apogée est également implanté dans 12 des 14 universités marocaines. À cette occasion, il a été traduit en arabe.
En France, il permet l’échange de données avec les établissements d’enseignement secondaire (par le biais des opérations préalables à l’inscription, OPI), avec les organismes de gestion de la Sécurité sociale étudiante, avec les Centres régionaux des œuvres universitaires et scolaires (CROUS), ainsi qu'avec la Direction de l’évaluation, de la prospective et de la performance statistiques du Ministère. La durée de conservation des données ne peut excéder dix ans à compter de la dernière inscription, selon l’arrêté de 1995 (art. 4).
Le projet Apogée a été lancé en 1992 par une poignée d'établissements (universités Rhône-Alpes, Auvergne et Bourgogne), qui ont défini un premier cahier des charges. En 1993, un groupement d’intérêt public GIGUE a vu le jour pour mener à bien le développement. En 1995 a commencé l’implantation et l’exploitation du logiciel.
Le logiciel est une application fonctionnant sur une base Oracle. Dans chaque établissement, deux serveurs sont généralement utilisés (un serveur de base de données, un serveur d'application) sous Linux. Le temps moyen d’une inscription par le Web est estimé à 10 minutes (moyenne de 9 à 10 écrans d’une minute chacun).
Le prix du logiciel comprend une licence ainsi qu’une redevance annuelle, dont le montant dépend des ressources de l'établissement: de 35 000 à 80 000 € pour la licence, de 7 000 à 27 000 € pour la redevance.

## Structure
Apogée est structuré en « modules ».
- Inscription administrative. – Création automatique des formulaires d’inscription remplis par les étudiants lors de leurs réinscriptions via Internet.
- Dossier "Étudiant. – Données administratives des étudiants : cursus, situation comptable vis-à-vis de l’université, numéro de Sécurité sociale (en lien avec les organismes de gestion des étudiants type SMEREP ou LMDE), inscription pédagogique, adresse...
- Stage. – Gestion des conventions de stage
- Contrôle des connaissances. – Saisie des barèmes, coefficients et règles de calcul de notes et de résultat pour les UE ou pour la moyenne générale.
- Résultat. — Saisies des notes, calcul automatique des notes, classement des étudiants, calcul des ECTS acquis, calcul des moyennes (compte tenu des "points de jury" attribués en fin de semestre (soit à une UE en particulier pour l’obtention d’ECTS, soit à la moyenne générale). Impression de documents: procès-verbaux de notes, attestations de réussite, relevés de notes, diplômes... Archivage des données concernant les diplômés de moins de 3 ans.
- Inscription pédagogique. — Inscription des étudiants dans les cours, soit de manière individuelle (étudiant par étudiant), soit "en masse" (par les secrétariats, en particulier pour les cours obligatoires).
- Référentiel. — Stockage des données techniques. Par exemple, les données "Utilisateur" (droits d’accès des utilisateurs) ou les données "Environnement" (statuts des différents partenaires institutionnels, liste des composantes de l’université, etc.)

## PC-Scol, le projet de demain
La solution gèrera la formation initiale et continue, la scolarité et la vie étudiante.
En janvier 2017, la signature d’une convention entre l’Amue et l’association Cocktail a permis au projet de démarrer : les actions se structurent pour construire le nouveau SI Scolarité.
La co-construction est au cœur de la démarche. Une équipe projet est en place à l’Amue à Montpellier, l’équipe Socle issue des personnels de l’association Cocktail est opérationnelle à Toulouse, et des équipes sont dédiées au projet à Strasbourg, Nantes et Grenoble.
Le futur système permettra de répondre à des besoins aussi variés que : 
- la préparation du pilotage contractuel, notamment la réponse aux enquêtes nationales ou encore la simulation des coûts de formation ;

- le pilotage opérationnel avec par exemple la préparation des élections ou encore l’optimisation de la gestion des locaux ;
- la construction de l’offre de formation, par exemple accréditation de l’offre ;
- l’inscription des étudiants (faire payer ou exonérer, calculer les frais ou les droits dus, signature des chartes et des règlements, affiliation à la sécurité sociale) ;
- l’accueil des étudiants (traitement des candidatures et des prospects par exemple) ;
- le suivi du cursus (suivre et attester l’assiduité, l’insertion professionnelle, etc.) ;
- mais aussi la gestion de la vie étudiante (gestion des aides, de la médecine préventive, ou encore valorisation de l’engagement étudiant) et des alumni ;
- l’élaboration de conventions de stage, etc.

## Critiques et mérites
Le coût du logiciel est un frein à son adoption. L'AMUÉ évoque également à son propos les « difficultés à mettre en œuvre une véritable démarche de projet ».
L'IGAÉNR relève également: 
- les erreurs de calculs sur les taux de réussite: « Le fait que le logiciel de scolarité (…) ne prenne pas en compte les étudiants effectivement présents aux examens mais rapporte les étudiants qui obtiennent leur diplôme aux inscrits administratifs conduit à la très faible fiabilité des taux de réussite établis par le seul recours à cette application. »[10]
- les erreurs de saisie: « Les résultats sont saisis en général par du personnel administratifs, avec une saisie unique sur le logiciel "Apogée" : la mission a constaté que cette saisie n’offre pas toujours la sécurité requise, et par exemple les deux mentions "ajourné" et "défaillant" (c'est-à-dire "absent") étaient dans un département régulièrement utilisées l’une pour l’autre. »[11]

Les établissements en voient également les limites :
- difficulté à calculer la charge d'enseignement[12],
- mauvaise intégration des programmes de "formation permanente" et de formations à distance[12],
- bidouillage autour des heures complémentaires issues du Plan Réussite en Licence[12],
- difficulté à intégrer les cours mutualisés…[12]
- « lourdeurs, problèmes de communication et d’interfaçage, absence de référentiel unique »; « La description de l’offre de formation dans Apogée est complexe et hétérogène. »[13]
- « en matière d’authentification et de gestion des droits d’accès, (…) Apogée gère sa propre base de comptes, ce qui peut être considéré comme une anomalie et un handicap pour la sécurité globale des applications » (p. 24)[13]

Les usagers se plaignent également:
- « Apogée accroît le poids des tâches administratives et diminue la souplesse de gestion qu’on se permettait auparavant »; cela constitue une « dérive bureaucratique qui brime les initiatives individuelles et grève les marges de manœuvre locales »[15]
- Apogée provoque un « lissage des singularités des différentes disciplines et porte ainsi atteinte à leurs qualités propres »[15]
- Apogée est un « outil de flicage. Cela permet d’évaluer le coût de chaque formation dans la perspective d’une meilleure rentabilité et/ou performance des formations»[15]
- Apogée est rigide au point de ne pas permettre de transdisciplinarité: «ça met les recommandations du ministère en face de ses contradictions car on nous demande d’installer des logiciels qui permettent de clarifier les choses au niveau des statistiques et des coûts de formation. À côté de ça, on nous exhorte à faire des transdisciplinarités pour étoffer les diplômes, tout en sachant que ça ne nous est pas possible.”»[15]

Seul le Comité national d'évaluation (ancêtre de l'AÉRES et du HCERES) remarque que « l’utilisation du logiciel Apogée a permis d’harmoniser les pratiques et l’accès à des données fiables, et de renforcer la rigueur des procédures, en particulier pour ce qui concerne la validation des modalités de contrôle des connaissances par le CÉVU et le respect des règlements d’examen. »
Pour pallier les insuffisances du logiciel, les universités multiplient les modules qui s'y connectent, développés localement ou choisis parmi les produits concurrents EVE, Université de Lorraine, ADE et GASEL (Université de Lyon I), Helico et ADE (Université de Grenoble), SAGHE à l'Université de Toulouse II.